# San Raimondo al Refugio

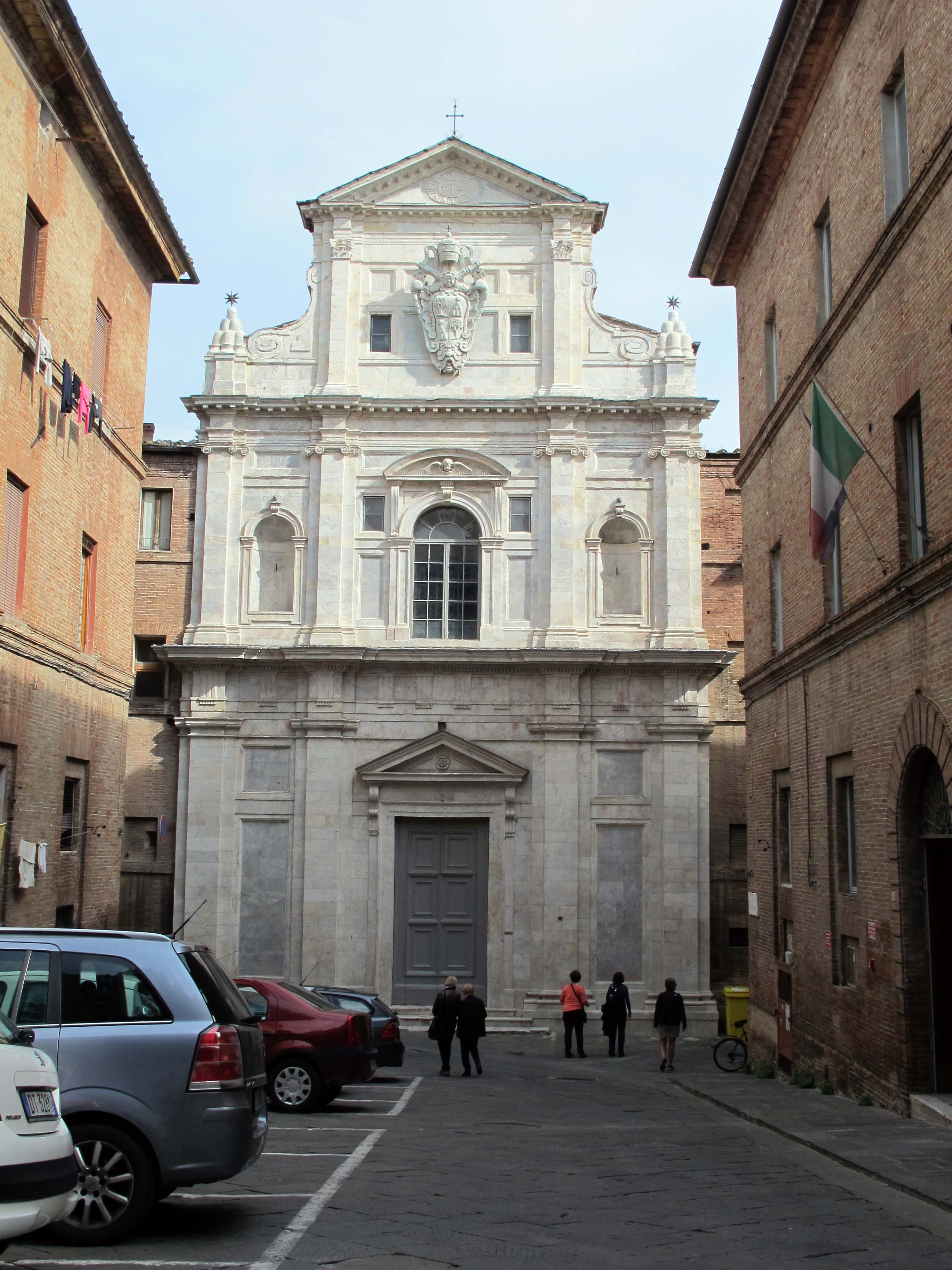
De kerk van San Raimondo al Refugio in Siena

De kerk van San Raimondo al Refugio is een kerk in Siena aan de via di Fiera Vecchia, die toegewijd is aan de heilige Raymundus van Peñafort.

## Geschiedenis
De opdracht voor de bouw werd gegeven in 1601 door de Sienese edelman Aurelio Chigi die in die jaren de functie bekleedde van kamerheer van de Congregazione delle Povere Abbandonate. Dit was een congregatie die zorgde voor vrouwen uit de verarmde adel en hun kinderen en die een opvangtehuis had op die plaats, vandaar de toevoeging ‘al refugio’. Na zijn dood in 1610 werden de werken verder gezet door Agostino Chigi, rector van het ziekenhuis van Santa Maria della Scala en daarna door Fabio Chigi, de latere paus Alexander VII. 
Die gaf de opdracht voor de nieuwe marmeren gevel aan de Sienese architect Benedetto Giovannelli. De nieuwe gevel was voltooid in 1660 en Alexander VII liet zijn pauselijke wapen bovenaan onder het fronton aanbrengen. Voor de gevel werd een plein aangelegd om de gevel tot recht te laten komen en zo werd dit stedenbouwkundige scenografische concept dat al populair was in Rome, in Siena geïntroduceerd.
Naast de kerk staat het klooster van de Refugio. Het werd gebouwd in de zeventiende eeuw en herbergt nu een pension voor vrouwen.

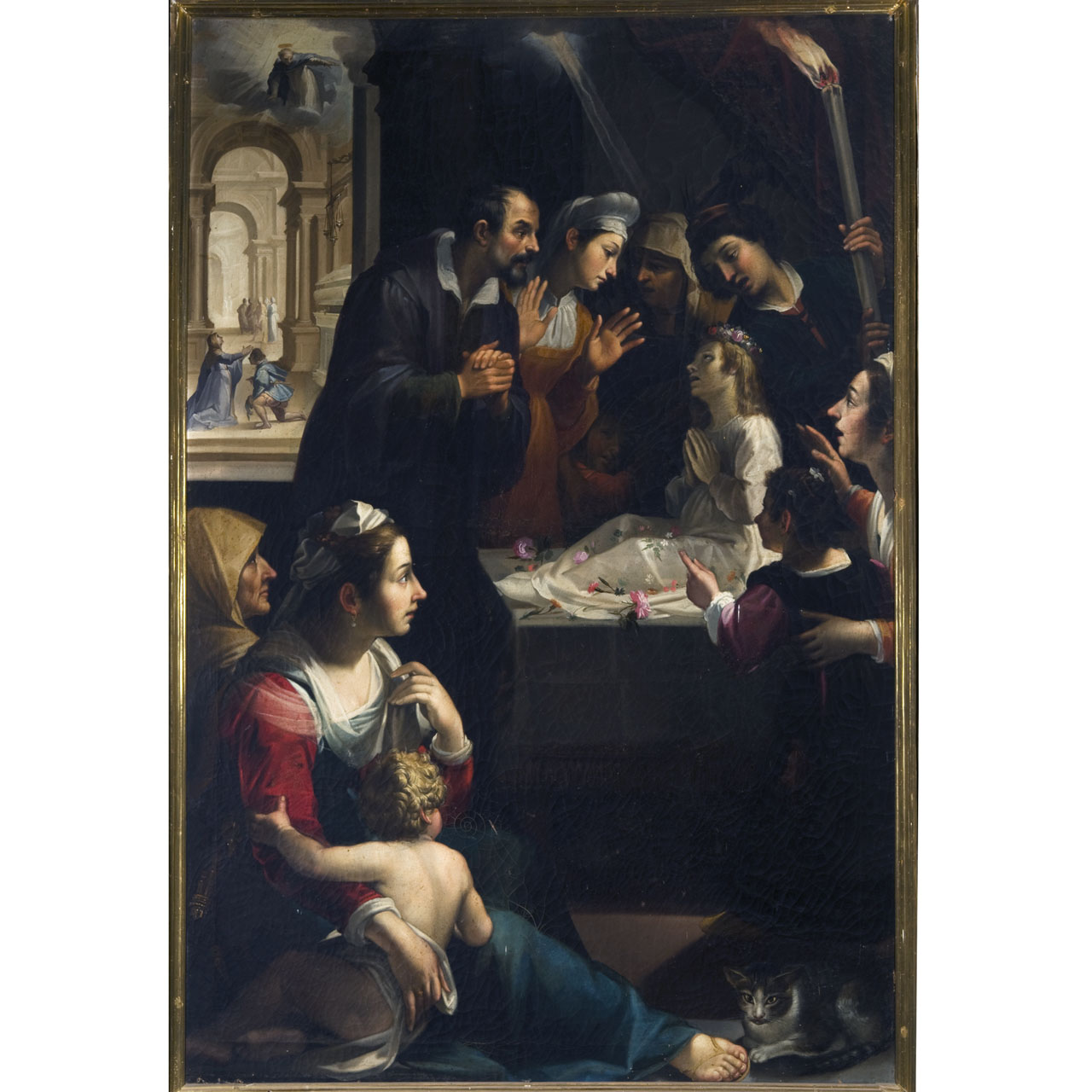
Francesco Rustici, de heilige Raimondo wekt een meisje op uit de dood

## Kunstwerken in de kerk
Ondanks de schade aan het gewelf door de aardbeving van 1798 is het interieur is zeer goed bewaard gebleven. Het is een schatkamer van de Sienese kunst uit de eerste twee decennia van de zeventiende eeuw. De schilderijen en altaarstukken werden uitgevoerd in opdracht van Aurelio Chigi en zijn broer Agostino. Het iconografische programma van de werken is opgebouwd rond de levensloop van de HH. Galgano, Catharina van Siena en Raymundus van Peñafort.
- Op de linkermuur, vanaf links beginnend vindt men:[3]
  - De aartsengel Michaël  verschijnt aan de heilige Galgano van 1613, gesigneerd en gedateerd door Rutilio Manetti.
  - De dood van de heilige Galgano, in een altaarstuk van Ventura Salimbeni en Francesco Vanni.
  - De familieleden proberen Galgano het leven van een kluizenaar te doen opgeven, door Rutilio Manetti uit 1613.
  - De heilige Raimondo die over het water loopt, toegeschreven aan Stefano Volpi
- Op de achterwand: [3]
  - Aanbidding der wijzen door Astolfo Petrazzi
  - Altaarstuk met de geboorte van Christus met engelen van Alessandro Casolani maar voltooid, na zijn dood in 1607, door Francesco Vanni
  - Besnijdenis van Jezus door Giovan Battista Giustammiani, bekend als il Francesino.
- Op de rechter muur, vanaf links beginnend:[3]
  - De heilige Raimondo wekt een meisje op uit de dood door Francesco Rustici, bekend als il Rustichino .
  - Jezus geeft het habijt van de arme man terug aan de heilige Catharina door Sebastiano Folli
  - Altaarstuk met de mystieke bruiloft van de heilige Catharina door Francesco Vanni, 1601
  - De heilige Catharina geeft haar mantel aan een arme, door Sebastiano Folli .

In de kerk staat ook een marmeren Madonna van Domenico di Bartolo, die dateert uit de 15e eeuw en in het midden van de vloer ligt de grafsteen van Aurelio Chigi die wordt toegewezen aan Ascanio da Cortona. Het rijke erfgoed van de kerk omvat ook opmerkelijk cultus meubilair waaronder een houten preekstoel ontworpen door Agostino Fantastici. 